# Distretto di Accha
Il distretto di Accha è uno dei nove distretti della  provincia di Paruro, in Perù. Si trova nella regione di Cusco.